# Odžak (Foča-Ustikolina, BiH)
Odžak je naseljeno mjesto u općini Foči-Ustikolini, Federacija BiH, BiH. Popisano je kao samostalno naselje na popisu 1961., a na kasnijim popisima ne pojavljuje se, jer je 1962. pripojeno Ustikolini (Sl.list NRBiH, br.47/62). Nalazi se na 508 m nadmorske visine.
Nalazi se 1 km zapadno od Ustikoline, lijevo od Drine i Koline. U Odžaku su se nalazile dvije kule obitelji Čengića, od čega je u prvoj bila vojna postaja, a u drugoj su najvjerojatnije stanovale obitelji turskih časnika.
Zaselak je dobio ime po odžaku što ga je podigao Kadri-alajbeg Čengić, koji je vršio službu hercegovačkog alajbega.

## Stanovništvo
| Narod     | Popis 1961. |
| --------- | ----------- |
| Hrvati    |             |
| Muslimani | 48          |
| Srbi      | 70          |
| ostali    |             |
| Ukupno    | 118         |